# Noruega nos Jogos Olímpicos de Verão de 2024
Noruega participou dos Jogos Olímpicos de Verão de 2024, realizados em Paris, na França. Foi a 28.ª aparição do país nos Jogos Olímpicos de Verão desde a estreia em Paris 1900, sendo representado por 108 atletas que competiram em 18 esportes.
Conquistou oito medalhas, sendo quatro de ouro, uma de prata e três de bronze. Entre os campeões olímpicos, dois vieram do atletismo, com Markus Rooth no decatlo e Jakob Ingebrigtsen nos 5000 metros, uma no halterofilismo, com Solfrid Koanda na categoria até 81 kg, e com a seleção feminina de handebol.

## Medalhas
| Atleta | Esporte           | Evento                        | Medalha |
| --- | ----------------- | ----------------------------- | ------- |
| Markus Rooth | Atletismo         | Decatlo masculino             | Ouro    |
| - Veronica Kristiansen Maren Nyland Aardahl Stine Skogrand Nora Mørk Stine Bredal Oftedal Silje Solberg-Østhassel Kari Brattset Dale Kristine Breistøl Vilde Ingstad Katrine Lunde Marit Røsberg Jacobsen Camilla Herrem Sanna Solberg-Isaksen Henny Reistad Thale Rushfeldt Deila | Handebol          | Feminino                      | Ouro    |
| Solfrid Koanda | Halterofilismo    | Até 81 kg feminino            | Ouro    |
| Jakob Ingebrigtsen | Atletismo         | 5000 m masculino              | Ouro    |
| Karsten Warholm | Atletismo         | 400 m com barreiras masculino | Prata   |
| Line Flem Høst | Vela              | Laser Radial                  | Bronze  |
| Anders Mol Christian Sørum | Voleibol de praia | Masculino                     | Bronze  |
| Grace Bullen | Lutas             | Livre até 62 kg feminino      | Bronze  |

## Competidores
Esta foi a participação por modalidade nesta edição:
| Esporte            | Masculino | Feminino | Total |
| ------------------ | --------- | -------- | ----- |
| Atletismo          | 15        | 11       | 26    |
| Boxe               | 1         | 1        | 2     |
| Canoagem           | 0         | 4        | 4     |
| Ciclismo           | 3         | 3        | 6     |
| Golfe              | 2         | 2        | 4     |
| Halterofilismo     | 0         | 1        | 1     |
| Handebol           | 14        | 15       | 29    |
| Hipismo            | 0         | 2        | 2     |
| Lutas              | 0         | 1        | 1     |
| Natação            | 3         | 0        | 3     |
| Remo               | 8         | 2        | 10    |
| Saltos ornamentais | 0         | 1        | 1     |
| Taekwondo          | 1         | 0        | 1     |
| Tênis              | 1         | 0        | 1     |
| Tiro               | 3         | 3        | 6     |
| Triatlo            | 2         | 2        | 4     |
| Vela               | 1         | 4        | 5     |
| Voleibol de praia  | 2         | 0        | 2     |
| Total              | 56        | 52       | 108   |